# Peripontocypris
Peripontocypris is een geslacht van kreeftachtigen uit de klasse van de Ostracoda (mosselkreeftjes).

## Soorten
- Peripontocypris magnafurcata Wouters, 1997
- Peripontocypris milleri Wouters, 1997